# Trencadís (programa de televisión)
Trencadís fue un programa de televisión producido por la productora La Fábrica de la Tele para la cadena autonómica catalana 8TV presentado por la periodista Sandra Barneda y Ruth Jiménez (periodos vacacionales). El formato trata de dibujar un retrato diario de la actualidad catalana mediante conexiones en directo con distintos puntos de Cataluña y un talk show en el que se tratarán todo tipo de historias, debates y análisis de la actualidad en compañía de distintos colaboradores denominados "enredaires".

## Historia
El programa Trencadís se estrenó el 29 de agosto de 2015 de 16:30 hasta las 19:30 en la cadena 8TV. El programa alterna reportajes y conexiones en directo sobre Cataluña y cuenta cada día con seis colaboradores que se van alternando cada tarde. Su nombre hace referencia a Antoni Gaudí, 8TV propone un programa basado en la técnica del ‘trencadís’, romper con lo antiguo y plano para construir algo nuevo. El programa arrancó con un 3.2% de share y 50.000 espectadores, doblando el dato anterior en esa franja y consiguiendo un target comercial de un 7.1%.
El programa anotó récord de audiencia el 13 de octubre de 2015 con la visita de Belén Esteban tras congregar un 6,4% de cuota de pantalla y 100.000 espectadores.

### Presentadores
- (2015-2016) Sandra Barneda: martes a viernes

### Colaboradores
- (2015-2016) Santi Villas: periodista
- (2015-2016) Xavi Rodríguez: periodista y locutor de radio
- (2015-2016) Laura Lago: periodista y reportera de televisión.
- (2015-2016) Valérie Tasso: sexóloga.
- (2015-2016) Mayka Navarro: periodista de investigación.
- (2015-2016) Carlos Quílez: periodista de investigación.
- (2015-2016) Vador Lladó: periodista y locutor de radio.
- (2015-2016) Mireia Canalda: modelo y colaboradora de televisión.
- (2015-2016) Elsa Anka: presentadora de televisión.
- (2015-2016) Ares Teixidó: reportera, colaboradora y presentadora de televisión.
- (2015-2016) Lucrecia: cantante.
- (2015) Àlex Casademunt: cantante.
- (2015) Maribel Sanz: modelo, exmujer de Sergio Dalma.
- (2015) Xavi Pérez Esquerdo: periodista.
- (2015) Enric Company: periodista.
- (2015) Sergi Adell: periodista y locutor de radio.
- (2015) Teresa Berengueres: periodista.
- (2015) Carlos Fuentes: periodista y presentador de televisión.
- (2015) Ulixēs Fernández: periodista y antropólogo especializado en moda/lifestyle.
- (2015) Miquel Serra: reportero.
- (2015) María Fuster: política.
- (2015) Alessandra Martín: periodista, reportera y presentadora de televisión
- (2015-2016) Ruth Jiménez: lunes y períodos vacacionales
- (2015-2016) Carolina Ferre: periodista y presentadora de televisión

### Reporteros
- (2015-2016 Subdirección) Javier Silvestre
- (2015-2016) Carla Lladó
- (2015-2016) Oriol Clavell